# Jared Golden

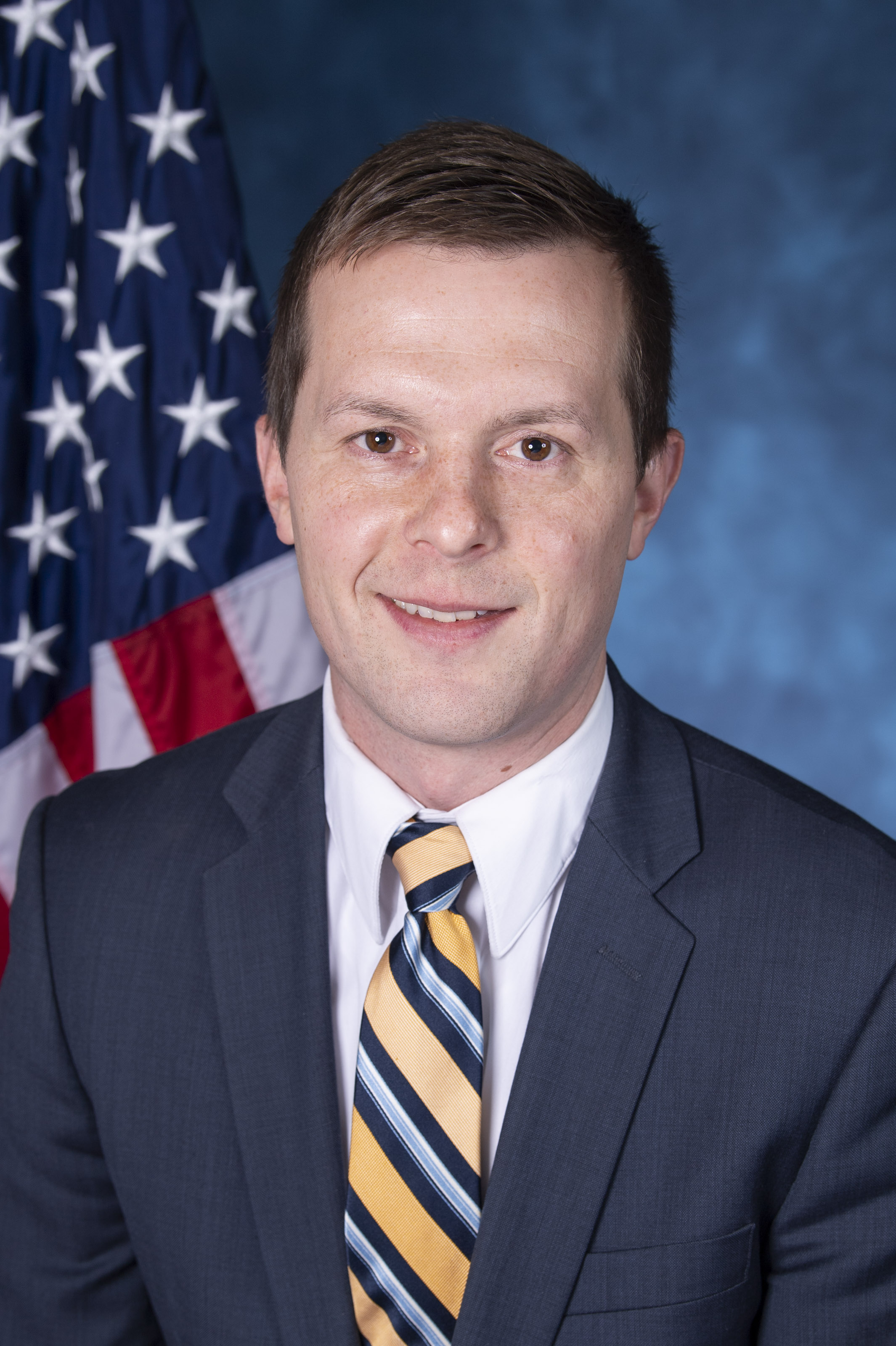
Jared Golden (2019)

Jared Forrest Golden (geboren am 25. Juli 1982 in Lewiston, Maine) ist ein amerikanischer Politiker der Demokratischen Partei. Er vertritt seit 2019 den zweiten Distrikt des Bundesstaats Maine im Repräsentantenhaus der Vereinigten Staaten.

## Familie, Ausbildung und Beruf
Golden wuchs in Leeds, Maine auf, wo seine Eltern Joe und Jeannine einen öffentlichen Golfplatz betrieben. Sein Vater war seit John F. Kennedy Anhänger der Demokraten, seine Mutter begann sich erst nach der Wahl Donald Trumps zum Präsidenten für Politik zu interessieren.
Golden besuchte die Leavitt Area High School. Inspiriert von seinen beiden Großvätern, die im Zweiten Weltkrieg gedient hatten, erwägte Golden den Eintritt ins Militär. Da seine Eltern sich dagegen aussprachen, studierte er stattdessen ab 2001 an der University of Maine in Farmington Geschichte im Lehramt. Motiviert durch die Terroranschlägen am 11. September 2001 und trat er im Oktober 2002 ins United States Marine Corps ein und absolvierte Einsätze im Irak und in Afghanistan. 2005 erhielt er für seinen Einsatz in der Operation Steel Curtain die Navy & Marine Corps Achievement Medal. Er zeigte nach seiner Rückkehr und Entlassung aus dem Dienst 2006 PTSD-Symptome und wurde alkoholisiert (0,9 Promille) am Steuer aufgegriffen.
Golden kehrte 2006 nach Maine zurück und arbeitete in mehreren schlecht bezahlten Jobs. Von einem seiner Manager wurde er einem Dozenten des privaten Bates College vorstellte, der ihn weiterempfahl. 2007 begann er dort ein Studium, das er 2011 mit dem Bachelor of Arts in Politik und Geschichte abschloss.
2008/09 gehörte er der United States Marine Corps Reserve an, 2009 lehrte er, nachdem er Paschtu gelernt hatte, an der School of Leadership Afghanistan (SOLA). Ab 2011 arbeitete Golden für die republikanische Senatorin Susan Collins, bis 2012 im Ausschuss des US-Repräsentantenhauses für Innere Sicherheit und 2013 als Mitarbeiter in Gesetzgebungsfragen. 2013/14 arbeitete er in ähnlicher Funktion für die Demokraten im Repräsentantenhaus von Maine. Zuerst hatte Politik für Golden laut Eigenaussage keine große Bedeutung. Er erkannte aber während dieser Arbeit, dass er eher zu den Positionen der Demokraten tendierte.
Golden lebt mit seiner Frau Isobel, die er bei seiner ersten politischen Kandidatur traf, in Lewiston, Maine. Sie heirateten 2015. Im selben Jahr gewann sie einen Sitz im Stadtrat von Lewiston.

## Politische Laufbahn
Im November 2014 wurde Golden erstmals mit 66,2 Prozent der Stimmen ins Repräsentantenhaus von Maine gewählt und vertrat dort ab Dezember 2014 den 60. Wahlbezirk mit Teilen von Lewiston. 2016 wurde er mit 71,6 Prozent wiedergewählt und hielt sein Mandat bis Dezember 2018. Ab 2017 war er Assistant Majority Floor Leader, was der Führungsposition eines Whip der demokratischen Mehrheitsfraktion entspricht. Er war Vorsitzender der Ausschüsse für Wahlen und Geschäftsordnung und gehörte den Ausschüssen für Verkehr und Veteranen an.
Im August 2017 gab Golden bekannt, sich im zweiten Kongresswahlbezirk Maines für die Wahl zum Repräsentantenhaus der Vereinigten Staaten 2018 zu bewerben. Der ländlich geprägte, weitgehend von Weißen bewohnte Kongresswahlbezirk ist der größte östlich des Mississippi River und gilt als einer der ausgeglichensten in den USA; während Barack Obama ihn 2008 und 2012 gewann, entschied ihn Donald Trump bei der Präsidentschaftswahl 2016 für sich. Golden gewann die Vorwahl seiner Partei am 12. Juni 2018 mit 54,3 Prozent der Stimmen. Im Hauptwahlkampf gegen den republikanischen Mandatsinhaber Bruce Poliquin ließ sich Golden vom republikanischen Staatsabgeordneten Tom Saviello unterstützen, um seine Distanz zur Parteipolitik deutlich zu machen.
Bei der Hauptwahl im November 2018 lag Golden nach Auszählung aller Stimmen mit etwa zweitausend Stimmen Rückstand knapp hinter Poliquin; beide blieben jedoch unter 50 Prozent. Der Staat Maine hatte für einen solchen Fall bereits auf dem Wahlzettel die Möglichkeit eingeräumt, eine zweite Präferenz anzugeben, also eine Wahl mit sofortiger Stichwahl (Instant-Runoff-Voting), was die Wähler Maines im Juni 2018 per Volksentscheid erstmals in den Vereinigten Staaten für die Durchführung einer Kongresswahl entschieden hatten. Poliquin reichte eine Klage gegen dieses Wahlsystem ein und forderte, die Auswertung der Zweitpräferenzen als nicht verfassungskonform zu stoppen. Bundesrichter Lance Walker entschied am 15. November 2018, die Auszählung einstweilig nach dem neuen System fortzusetzen. Dadurch stand Golden am selben Tag laut Associated Press als Sieger fest; er erreichte nach kombinierter Erst- und Zweitpräferenz 50,5 zu 49,5 Prozent (139.231 zu 136.326 Stimmen). Bei den Zweitpräferenzen erhielt Golden 10.232 Stimmen, Poliquin 4.695, über 8.000 gaben keine Zweitpräferenz an. Poliquin erkannte das Ergebnis nicht an; seine Klage wurde am 13. Dezember 2018 endgültig abgewiesen. Die Wahl galt als Test dafür, ob die Demokraten ländliche Wähler aus der Arbeiterschaft nach Trumps Gewinnen bei der Präsidentschaftswahl 2016 zurückgewinnen können.
Golden trat sein Mandat am 3. Januar 2019 an. Er sprach sich, wie die schrumpfende Mehrheit der Demokraten im Repräsentantenhaus, aber anders als die meisten seiner Kollegen aus Neuengland, lange gegen die Einleitung eines Amtsenthebungsverfahrens gegen Präsident Trump aus. Ein solcher Beschluss würde seiner Einschätzung nach die Spaltung des Landes noch vertiefen, zumal aus pragmatischer Sicht der republikanisch dominierte Senat der Vereinigten Staaten sich gegen die Amtsenthebung aussprechen würde. Als einer der letzten Abgeordneten seiner Partei stimmte er Ende Oktober 2019 im Zuge der Ukraine-Affäre der Amtsenthebungsuntersuchung gegen Präsident Trump zu.
Bei der Wahl 2020 trat Golden wieder an. Während Poliquin aus privaten Gründen 2020 nicht erneut kandidierte, bewarb sich der frühere Staatssenator Eric Brakey bei den Republikanern um Goldens Sitz. Golden setzte sich mit 53 Prozent  gegen Brakey durch. Den Primary (Vorwahl) seiner Partei für die Wahlen 2022 am 15. Juni gewann er ohne Gegenkandidaten. Er trat am 8. November 2022 erneut gegen Bruce Poliquin an und setzte sich mit 53,1 Prozent  der Stimmen durch. Seine aktuelle, insgesamt dritte Legislaturperiode läuft noch bis zum 3. Januar 2025.[veraltet] Den Primary für die Wahlen 2024 am 11. Juni gewann er erneut ohne Gegenkandidaten. Bei der Wahl am 5. November 2024 erreichte erneut keiner der Kandidaten eine absolute Mehrheit, sodass eine Auswertung der Zweitpräferenzen durchgeführt werden musste. Danach führte Golden mit einem Vorsprung von nur 0,7 Prozent der Stimmen. Sein Gegenkandidat Austin Theriault beantragte aufgrund des knappen Ergebnisses eine Neuauszählung, welche am 4. Dezember 2024 abgeschlossen wurde und Goldens Sieg bestätigte.

### Ausschüsse
Golden ist aktuell Mitglied in folgenden Ausschüssen des Repräsentantenhauses:
- Committee on Armed Services
  - Cyber, Information Technologies, and Innovation
  - Seapower and Projection Forces
- Committee on Small Business
  - Economic Growth, Tax, and Capital Access
  - Oversight, Investigations, and Regulations
  - Rural Development, Energy, and Supply Chains

## Positionen und Stil
Golden setzt sich insbesondere für den Erhalt der Krankenversicherung auch für chronisch Kranke ein, was ein Hauptthema seines Kongresswahlkampfes 2018 war, da sein Gegner Poliquin für die Abschaffung von Obamacare gestimmt hatte. Er wurde unter anderem von dem Waffenlobbyisten National Rifle Association angegriffen, weil er sich für ein schärferes Waffenrecht einsetzt, beispielsweise verpflichtende Hintergrundüberprüfungen bei Waffenkäufen. Als Staatsabgeordneter engagierte er sich für Einwanderer, Infrastrukturmaßnahmen und insbesondere Veteranen. So half er Gesetze zu verabschieden, welche die Kapazitäten der Veteranenverwaltung Maines vergrößerten und Angehörigen der National Guard ein gebührenfreies Studium an Community Colleges und an der University of Maine ermöglichen.
Goldens Stil ist als reserviert und zielgerichtet beschrieben worden; er entspricht nicht der Norm eines Berufspolitikers, zeigt etwa seine Tätowierungen, die aus der Zeit des Militärdienstes stammen, und tut sich schwer mit Selbstvermarktung. Er vertritt moderate Positionen, orientiert sich unideologisch und pragmatisch an den Bedürfnissen der Wähler und sucht Felder für überparteiliche Zusammenarbeit.